# Bodeč mali
Bodeč mali (Scorpaena loppei) riba je iz porodice bodeljki (Scorpaenidae).  Kod nas se još naziva i krestavi bodeč, bodečnjak krestavi, bodeč pivac. Ove nazive je dobio po dužem kožnom izdanku iznad gornje vilice i koji podsjeća na krijestu. Po tome i po crnoj mrlji na peraji ga je moguće razlikovati od škarpinice s kojom je vrlo sličan i dijeli sve druge osobine. Naraste do 15 cm duljine, iako je većina primjeraka manja od 10 cm, a živi na dubinama od 50 - 200 m. Hrani se manjim životinjicama i ribama, jestiv je, iako nema neku ulogu u prehrani. Kao i većina drugih pripadnika ove vrste ima otrovan ubod. U Jadranu je većinom nastanjen na južnom dijelu.
Ova vrsta živi na istočnom dijelu Atlantika, od Portugala do Mauretanije kao i na cijelom Mediteranu.

## Vanjske poveznice
|  | Zajednički poslužitelj ima još gradiva o temi Bodeč mali |
|  | Wikivrste imaju podatke o taksonu Bodeč mali             |